# یواس‌اس رابرت ای پری (دی‌ای-۱۳۲)
یواس‌اس رابرت ای پری (دی‌ای-۱۳۲) (به انگلیسی: USS Robert E. Peary (DE-132)) یک کشتی بود که طول آن 306 feet (93.27 m) بود. این کشتی در سال ۱۹۴۳ ساخته شد.